# Takeo Doi
Takeo Doi (土居 健郎 Doi Takeo, 17 de março de 1920 – 5 de julho de 2009) foi um eminente psicanalista japonês. 
Takeo era também autor de uma crítica magistral sobre a sociedade japonesa contemporânea e escreveu um livro sobre o assunto (A Anatomia da dependência). Fez o seu curso superior na prestigiada Universidade de Tóquio.